# Syracuse University Press
Syracuse University Press (acronim SUP), fondată în 1943, este o editură universitară administrată de Universitatea Syracuse. Ea este membră a Association of American University Presses⁠(d) („Asociația Editurilor Universitare Americane”).

## Istoric
SUP a fost înființată în august 1943, atunci când profesorul William P. Tolley⁠(d) (cancelarul Universității Syracuse) i-a promis antreprenorului Thomas J. Watson (președintele consiliului de administrație al companiei IBM) că universitatea va organiza o editură pentru a tipări lucrarea Precision Measurements in the Metal Workings Industry a IBM. Matthew Lyle Spencer⁠(d) de la Școala de Jurnalism a universității a devenit primul președinte al consiliului de administrație, iar Lawrence Siegfried a fost primul redactor șef al editurii.

## Domenii de interes
Principalele domenii de interes ale editurii sunt studiile cu privire la Orientul Mijlociu, studiile despre populația americană nativă, studiile irlandeze, studiile iudaice, studiile cu privire la pace și soluționarea conflictelor, studiile despre statul New York, studiile despre televiziune, cultură populară, sport și divertisment. Editura are o reputație internațională în ceea ce privește studiile irlandeze și studiile despre Orientul Mijlociu. În martie 2017, SU Press a primit premiul Open Book Program pentru științe umaniste din partea organizației National Endowment for the Humanities⁠(d).
Începând din octombrie 2020 SU Press a lansat cărți audio, în colaborare cu Sound Beat, care sunt produse de Belfer Audio Laboratory and Archive din cadrul Syracuse University Libraries.